# Ixora longiloba
Ixora longiloba är en måreväxtart som beskrevs av André Guillaumin. Ixora longiloba ingår i släktet Ixora och familjen måreväxter. Inga underarter finns listade i Catalogue of Life.